# 1947-es Copa América
Az 1947-es Dél-amerikai Válogatottak Bajnoksága a 20. dél-amerikai kontinenstorna volt. Először fordult elő, hogy az eseményt Ecuadorban rendezték. Ez volt az első olyan torna, amelyen 8 csapat vett részt. A tornát az argentin csapat nyerte meg.

## Résztvevők
| - Argentína - Bolívia - Chile - Kolumbia | - Ecuador - Paraguay - Peru - Uruguay |

Brazília visszalépett.

## Eredmények
A nyolc részt vevő válogatott egy csoportban, körmérkőzéses formában mérkőzött meg egymással. A csoport élén végzett csapat nyerte meg a kontinensviadalt.

### Mérkőzések
| 1947. november 30. |

| Ecuador        | 2–2   | Bolívia           |
| -------------- | ----- | ----------------- |
| Jiménez 1' 24' | (2–2) | Gutiérrez 26' 44' |

| Estadio George Capwell, Guayaquil Nézőszám: 30 000 Játékvezető: Luis Alberto Fernández (uruguayi) |

| 1947. december 2. |

| Uruguay               | 2–0   | Kolumbia |
| --------------------- | ----- | -------- |
| Falero 26' Britos 61' | (1–0) |          |

| Estadio George Capwell, Guayaquil Nézőszám: 20 000 Játékvezető: Juan Alvarez (argentin) |

| 1947. december 2. |

| Argentína                                             | 6–0   | Paraguay |
| ----------------------------------------------------- | ----- | -------- |
| Moreno 10' Loustau 22' Pontoni 40' 50' 82' Méndez 87' | (3–0) |          |

| Estadio George Capwell, Guayaquil Nézőszám: 20 000 Játékvezető: Víctor Francisco Rivas (chilei) |

| 1947. december 4. |

| Argentína                                                         | 7–0   | Bolívia |
| ----------------------------------------------------------------- | ----- | ------- |
| Méndez 3' 44' Pontoni 22' Loustau 56' Boyé 58' 76' Di Stéfano 62' | (3–0) |         |

| Estadio George Capwell, Guayaquil Nézőszám: 20 000 Játékvezető: Federico Muñoz Medina (ecuadori) |

| 1947. december 4. |

| Kolumbia | 0–0 | Ecuador |
| -------- | --- | ------- |
|          |     |         |

| Estadio George Capwell, Guayaquil Nézőszám: 30 000 Játékvezető: Mario Rubén Hayn (paraguayi) |

| 1947. december 6. |

| Peru                      | 2–2   | Paraguay               |
| ------------------------- | ----- | ---------------------- |
| Castillo 17' Mosquera 63' | (1–1) | Villalba 38' Marín 74' |

| Estadio George Capwell, Guayaquil Nézőszám: 20 000 Játékvezető: Luis Alberto Fernández (uruguayi) |

| 1947. december 6. |

| Uruguay                                               | 6–0   | Chile |
| ----------------------------------------------------- | ----- | ----- |
| Sarro 3' Falero 39' 42' Gambetta 68' Magliano 88' 89' | (3–0) |       |

| Estadio George Capwell, Guayaquil Nézőszám: 20 000 Játékvezető: Juan Alvarez (argentin) |

| 1947. december 9. |

| Chile                   | 2–1   | Peru      |
| ----------------------- | ----- | --------- |
| Varela 25' Busquets 71' | (1–0) | López 72' |

| Estadio George Capwell, Guayaquil Nézőszám: 15 000 Játékvezető: Juan Alvarez (argentin) |

| 1947. december 9. |

| Uruguay                    | 3–0   | Bolívia |
| -------------------------- | ----- | ------- |
| Magliano 9' Falero 50' 79' | (1–0) |         |

| Estadio George Capwell, Guayaquil Nézőszám: 15 000 Játékvezető: Mario Rubén Heyn (paraguayi) |

| 1947. december 11. |

| Chile                      | 3–0   | Ecuador |
| -------------------------- | ----- | ------- |
| Peñaloza 51' López 62' 72' | (0–0) |         |

| Estadio George Capwell, Guayaquil Nézőszám: 22 000 Játékvezető: Juan Alvarez (argentin) |

| 1947. december 11. |

| Argentína                          | 3–2   | Peru                        |
| ---------------------------------- | ----- | --------------------------- |
| Moreno 41' Di Stefano 55' Boyé 56' | (1–1) | Gómez Sánchez 25' López 65' |

| Estadio George Capwell, Guayaquil Nézőszám: 22 000 Játékvezető: Luis Alberto Fernández (uruguayi) |

| 1947. december 13. |

| Kolumbia | 0–0 | Bolívia |
| -------- | --- | ------- |
|          |     |         |

| Estadio George Capwell, Guayaquil Nézőszám: 18 000 Játékvezető: Luis Alberto Fernández (uruguayi) |

| 1947. december 13. |

| Paraguay                             | 4–2   | Uruguay                |
| ------------------------------------ | ----- | ---------------------- |
| Genés 52' 79' Marín 76' Villalba 89' | (0–1) | Magliano 3' Britos 47' |

| Estadio George Capwell, Guayaquil Nézőszám: 18 000 Játékvezető: Juan Alvarez (argentin) |

| 1947. december 16. |

| Uruguay                                            | 6–1   | Ecuador     |
| -------------------------------------------------- | ----- | ----------- |
| Falero 19' 21' Puente 24' 88' García 28' Sarro 35' | (5–0) | Garnica 51' |

| Estadio George Capwell, Guayaquil Nézőszám: 30 000 Játékvezető: Victor Francisco Rivas (chilei) |

| 1947. december 16. |

| Argentína      | 1–1   | Chile     |
| -------------- | ----- | --------- |
| Di Stefano 12' | (1–1) | Riera 37' |

| Estadio George Capwell, Guayaquil Nézőszám: 30 000 Játékvezető: Luis Alberto Fernández (uruguayi) |

| 1947. december 18. |

| Paraguay                      | 3–1   | Bolívia      |
| ----------------------------- | ----- | ------------ |
| Marín 5' Genés 20' Ávalos 25' | (3–0) | González 71' |

| Estadio George Capwell, Guayaquil Nézőszám: 12 000 Játékvezető: Juan Alvarez (argentin) |

| 1947. december 18. |

| Argentína                                                | 6–0   | Kolumbia |
| -------------------------------------------------------- | ----- | -------- |
| Fernández 7' Di Stefano 30' 62' 75' Boyé 38' Loustau 55' | (3–0) |          |

| Estadio George Capwell, Guayaquil Nézőszám: 12 000 Játékvezető: Alfredo Álvarez (bolíviai) |

| 1947. december 20. |

| Peru | 0–0 | Ecuador |
| ---- | --- | ------- |
|      |     |         |

| Estadio George Capwell, Guayaquil Nézőszám: 20 000 Játékvezető: Mario Rubén Hayn (paraguayi) |

| 1947. december 20. |

| Paraguay         | 2–0   | Kolumbia |
| ---------------- | ----- | -------- |
| Villalba 22' 68' | (1–0) |          |

| Estadio George Capwell, Guayaquil Nézőszám: 20 000 Játékvezető: Federico Muñoz Medina (ecuadori) |

| 1947. december 23. |

| Peru                                             | 5–1   | Kolumbia   |
| ------------------------------------------------ | ----- | ---------- |
| Mosquera 3' Guzmán 53' 79' Gómez Sánchez 67' 81' | (1–0) | Arango 48' |

| Estadio George Capwell, Guayaquil Nézőszám: 5 000 Játékvezető: Federico Muñoz Medina (ecuadori) |

| 1947. december 23. |

| Paraguay     | 1–0   | Chile |
| ------------ | ----- | ----- |
| Villalba 60' | (0–0) |       |

| Estadio George Capwell, Guayaquil Nézőszám: 5 000 Játékvezető: Juan Alvarez (argentin) |

| 1947. december 25. |

| Argentína             | 2–0   | Ecuador |
| --------------------- | ----- | ------- |
| Moreno 30' Méndez 72' | (1–0) |         |

| Estadio George Capwell, Guayaquil Nézőszám: 25 000 Játékvezető: Alfredo Álvarez (bolíviai) |

| 1947. december 26. |

| Uruguay    | 1–0   | Peru |
| ---------- | ----- | ---- |
| Falero 74' | (0–0) |      |

| Estadio George Capwell, Guayaquil Nézőszám: 6 000 Játékvezető: Victor Francisco Rojas (chilei) |

| 1947. december 27. |

| Bolívia | 0–2   | Peru                    |
| ------- | ----- | ----------------------- |
|         | (0–0) | Castillo 73' Guzmán 82' |

| Estadio George Capwell, Guayaquil Nézőszám: 5 000 Játékvezető: Mario Rubén Hayn (paraguayi) |

| 1947. december 28. |

| Argentína                  | 3–1   | Uruguay    |
| -------------------------- | ----- | ---------- |
| Méndez 30' 46' Loustau 85' | (1–0) | Britos 74' |

| Estadio George Capwell, Guayaquil Nézőszám: 25 000 Játékvezető: Mario Rubén Hayn (paraguayi) |

| 1947. december 29. |

| Paraguay    | 4–0 | Ecuador |
| ----------- | --- | ------- |
| Marín Genés |     |         |

| Estadio George Capwell, Guayaquil Nézőszám: 5 000 Játékvezető: Luis Alberto Fernández (uruguayi) |

| 1947. december 29. |

| Chile                             | 4–1   | Kolumbia     |
| --------------------------------- | ----- | ------------ |
| Prieto 28' Sáez 75' 88' Riera 78' | (1–0) | Granados 90' |

| Estadio George Capwell, Guayaquil Nézőszám: 5 000 Játékvezető: Juan Alvarez (argentin) |

| 1947. december 31. |

| Chile                                            | 4–3   | Bolívia                        |
| ------------------------------------------------ | ----- | ------------------------------ |
| Aráoz 30' (öngól) Sáez 44' Infante 50' López 63' | (2–0) | Tapia 77' Tardío 84' Orgaz 88' |

| Estadio George Capwell, Guayaquil Nézőszám: 5 000 Játékvezető: Federico Muñoz Medina (ecuadori) |

### Végeredmény
A hazai csapat eltérő háttérszínnel kiemelve.
| Helyezés | Nemzet    | M | Gy | D | V | G+ | G– | Gk  | P  |
| -------- | --------- | - | -- | - | - | -- | -- | --- | -- |
| Arany    | Argentína | 7 | 6  | 1 | 0 | 28 | 4  | +24 | 13 |
| Ezüst    | Paraguay  | 7 | 5  | 1 | 1 | 16 | 11 | +5  | 11 |
| Bronz    | Uruguay   | 7 | 5  | 0 | 2 | 21 | 8  | +13 | 10 |
| 4.       | Chile     | 7 | 4  | 1 | 2 | 14 | 13 | +1  | 9  |
| 5.       | Peru      | 7 | 2  | 2 | 3 | 12 | 9  | +3  | 6  |
| 6.       | Ecuador   | 7 | 0  | 3 | 4 | 3  | 17 | –14 | 3  |
| 7.       | Bolívia   | 7 | 0  | 2 | 5 | 6  | 21 | –15 | 2  |
| 8.       | Kolumbia  | 7 | 0  | 2 | 5 | 2  | 19 | –17 | 2  |

| Az 1947-es Dél-amerikai Válogatottak Bajnoksága győztese |
| -------------------------------------------------------- |
| ARGENTÍNA 9. cím                                         |

### Gólszerzők
| 8 gólos - Nicolás Falero 6 gólos - Alfredo Di Stéfano - Norberto Méndez - Leocadio Marín 5 gólos - Juan Bautista Villalba 4 gólos - Mario Boyé - Félix Loustau - René Pontoni - Alejandrino Genés - Héctor Magliano 3 gólos - José Manuel Moreno - Pedro Hugo López - Osvaldo Sáez - Carlos Gómez Sánchez - Luis Guzmán - Julio César Britos | 2 gólos - Benigno Gutierrez - Fernando Riera - José María Jiménez - Valeriano López - Máximo Mosquera - Washington Puente - Raúl Sarro 1 gólos - Mario Fernández - Zenón González - Severo Orgaz - Armando Tapia - Arturo Tardío - Miguel Busquets - Raimundo Infante - Jorge Peñaloza - Andrés Prieto - Carlos Varela | 1 gólos (folytatás) - César Garnica - Carlos Arango - Rafael Granados - Enrique Avalos - Félix Castillo - Juan Castillo - Schubert Gambetta - José García Öngólos - Duberty Aráoz ( Chile ellen). |

## Külső hivatkozások
- 1947 South American Championship